# ديفيد دايموند
ديفيد دايموند (بالإنجليزية: David Diamond)‏ هو كاتب سيناريو وملحن أمريكي، ولد في 9 يوليو 1915 في روتشستر في الولايات المتحدة، وتوفي في 13 يونيو 2005 في مقاطعة مونرو في الولايات المتحدة بسبب نوبة قلبية.

## وصلات خارجية
- ديفيد دايموند على موقع IMDb (الإنجليزية)
- ديفيد دايموند على موقع ميوزك برينز (الإنجليزية)
- ديفيد دايموند على موقع قاعدة بيانات برودواي على الإنترنت (الإنجليزية)
- ديفيد دايموند على موقع أول ميوزيك (الإنجليزية)
- ديفيد دايموند على موقع ديسكوغز (الإنجليزية)
- ديفيد دايموند على موقع قاعدة بيانات الفيلم (الإنجليزية)